# Копленд, Робин
Ро́бин Ко́пленд (англ. Robin Copland; род. 9 ноября 1953, Глазго) — шотландский кёрлингист и тренер по кёрлингу.
В составе мужской сборной Шотландии участник чемпионата мира 1989. Чемпион Шотландии среди мужчин (1989).
Как тренер мужской сборной Шотландии участник чемпионата мира 2000.
Публицист, историк кёрлинга, зарегистрированный блоггер.

## Достижения
- Чемпионат Шотландии по кёрлингу среди мужчин: золото (1989).

## Команды
| Сезон   | Четвёртый    | Третий         | Второй           | Первый            | Турниры                      |
| ------- | ------------ | -------------- | ---------------- | ----------------- | ---------------------------- |
| 1980—81 | Грэм П. Адам | Кен Дж. Хортон | Роберт А. Коуэн  | Робин Дж. Копленд | [ 6 ]                        |
| 1988—89 | Грэм Адам    | Кен Хортон     | Эндрю Маккуистин | Робин Копленд     | ЧШМ 1989 · ЧМ 1989 (5 место) |

(скипы выделены полужирным шрифтом)

## Результаты как тренера национальных сборных
| Год  | Турнир                                       | Сборная             | Место |
| ---- | -------------------------------------------- | ------------------- | ----- |
| 2008 | Чемпионат мира по кёрлингу среди мужчин 2008 | Шотландия (мужчины) | 8     |